# Sydney Smith (tennis)
Pour les articles homonymes, voir Sydney Smith et Smith.
Sydney Howard Smith, né le 3 février 1872 à Stroud, mort le 27 mars 1947 dans la même ville, est un joueur de badminton et de tennis britannique.
Il fut champion de Grande-Bretagne de badminton en 1900.
En tennis, à Wimbledon, il remporta le double avec Frank Riseley en 1902 et 1906, fut finaliste du double en 1903, 1904 et 1905, et parvint en finale du simple en 1900. Il fut membre de l'équipe britannique de Coupe Davis victorieuse en 1905 et 1906.